# 시드니 세인트 메리 대성당

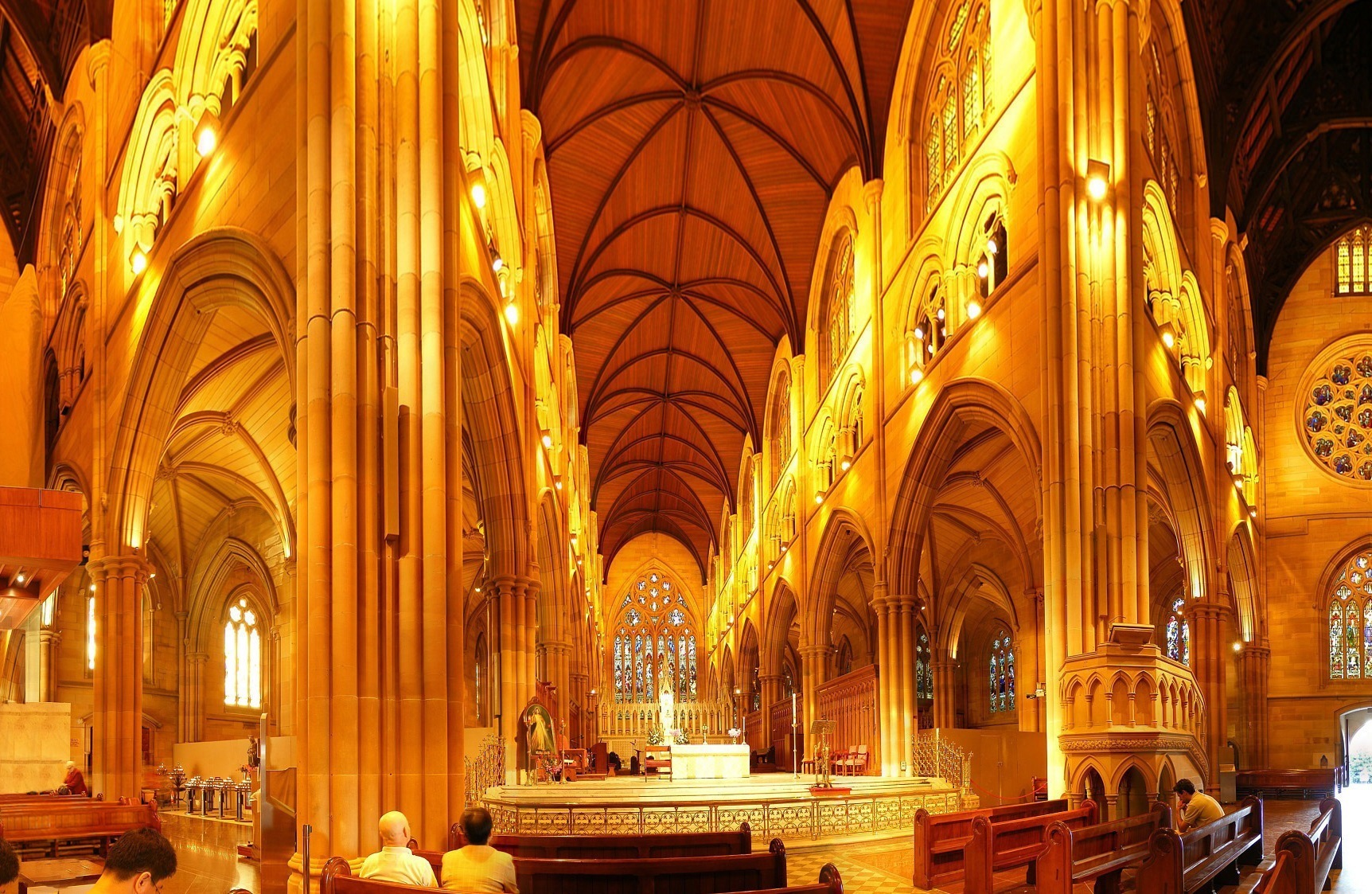
세인트 메리 대성당 내부

세인트 메리 대성당(St. Mary's Cathedral)은 오스트레일리아 시드니에 위치한 고딕 양식의 로마 가톨릭 대성당으로, 시드니 대교구 대성당이다.

## 역사
1868년에 짓기 시작하여 2000년에 완공하였다. 2008년에는 제23차 세계청년대회 개최지로서 전 세계 가톨릭 신자들의 주목을 받기도 했다.

## 위치
시드니 하이드 파크 동쪽에 자리잡고 있는데, 하이드 파크와의 사이에 칼리지 스트리트(College Street)라 불리는 큰길이 나 있다.

## 활동
이곳에서는 자체적인 합창단과 소년합창단을 조직하여 미사와 공연을 담당하고 있다.
이 외부 관경이 뛰어나서 웨딩 촬영지로도 쓰인다.

## 같이 보기
- 시드니 도메인